# マスターナンバー
マスターナンバーとは、カバラ数秘術において使用する特殊番号である。
カルマナンバーと同様にマスターナンバーもそれぞれの番号と当てはめる数式によって意味合いも異なるが、カバラ数秘術で占ってゆく段階において数式にマスターナンバーが現れた場合、その数式に当てはめた存在がスピリチュアル的な能力を持つとされる。
カバラ数秘術には、マスターナンバーと並んでカルマナンバーという特殊な意味合いを持った特殊番号の称がある。